# Rumson
Rumson és una població dels Estats Units a l'estat de Nova Jersey. Segons el cens del 2007 tenia 7.226 habitants.

## Demografia
Segons el cens del 2000, Rumson tenia 7.137 habitants, 2.452 habitatges, i 1.988 famílies. La densitat de població era de 527,9 habitants/km².
Dels 2.452 habitatges en un 44,2% hi vivien nens de menys de 18 anys, en un 71,3% hi vivien parelles casades, en un 7,8% dones solteres, i en un 18,9% no eren unitats familiars. En el 16,8% dels habitatges hi vivien persones soles el 7,9% de les quals corresponia a persones de 65 anys o més que vivien soles. El nombre mitjà de persones vivint en cada habitatge era de 2,91 i el nombre mitjà de persones que vivien en cada família era de 3,29.
Per edats la població es repartia de la següent manera: un 31,9% tenia menys de 18 anys, un 3,5% entre 18 i 24, un 26,6% entre 25 i 44, un 25,2% de 45 a 60 i un 12,8% 65 anys o més.
L'edat mediana era de 39 anys. Per cada 100 dones de 18 o més anys hi havia 89,6 homes.
La renda mediana per habitatge era de 120.865 $ i la renda mediana per família de 140.668 $. Els homes tenien una renda mediana de 100.000 $ mentre que les dones 47.260 $. La renda per capita de la població era de 73.692 $. Aproximadament el 3,4% de les famílies i el 3,2% de la població estaven per davall del llindar de pobresa.

## Poblacions més properes
El següent diagrama mostra les poblacions més properes.